# Arcangelo (nome)
Arcangelo  è un nome proprio di persona italiano maschile.

## Varianti
- Maschili: Arcangiolo[1][2]
- Femminili: Arcangela[1][2], Arcangiola[2]
  - Alterati: Arcangelina[1]

### Varianti in altre lingue
- Catalano: Arcàngel[4]
- Galiziano: Arcanxo[4]
- Polacco: Archanioł
- Siciliano: Arcancilu[2]
- Spagnolo: Arcángel[4]

## Origine e diffusione

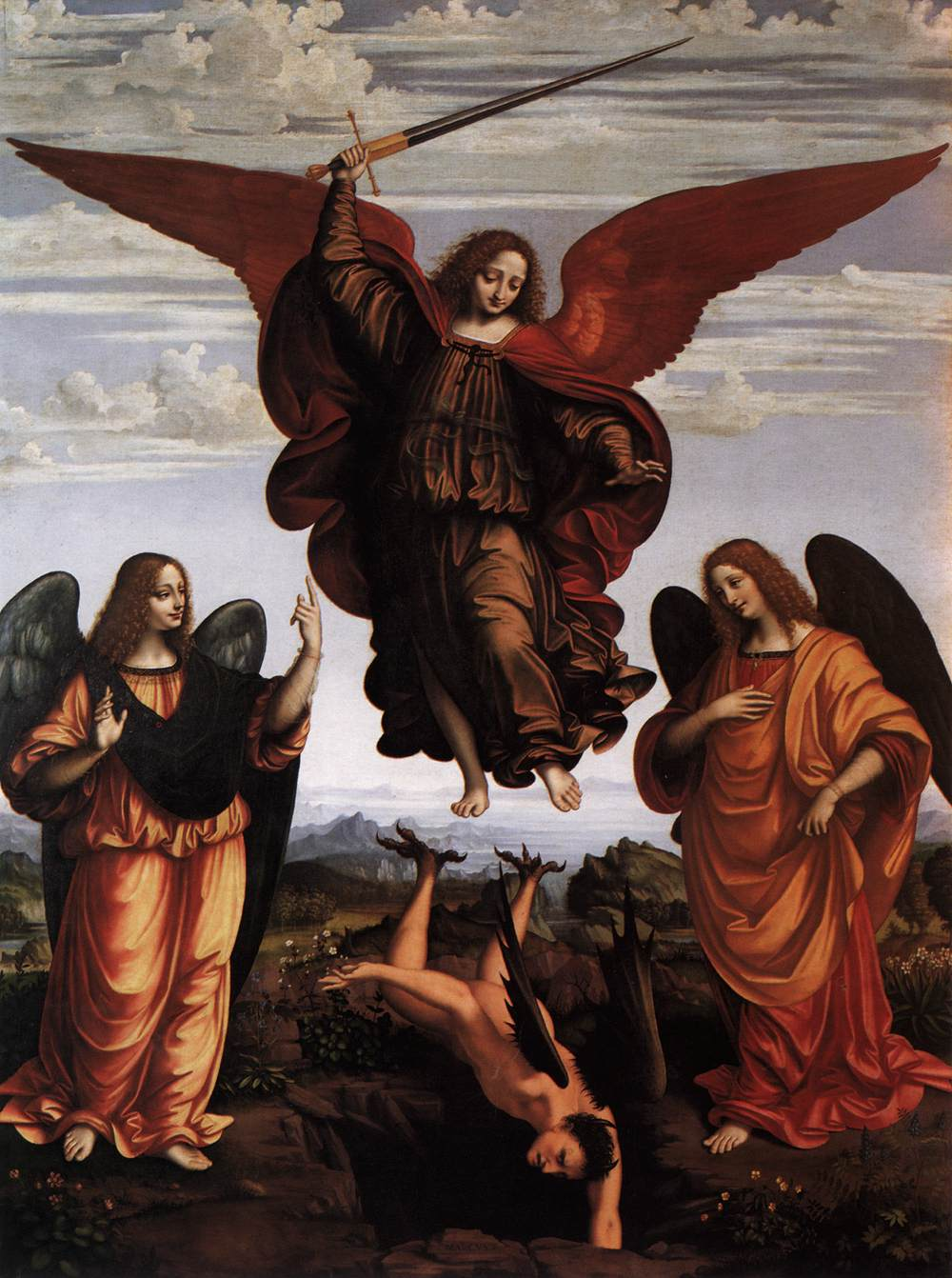
Michele, Gabriele e Raffaele nella pala dei tre arcangeli di Marco d'Oggiono

Riprende il termine "arcangelo", che nella tradizione cristiana indica un particolare tipo di angelo. Etimologicamente deriva, tramite il latino ecclesiastico archangelus, dal greco antico αρχάγγελος (arkhággelos), composto da ἄρχων (archon, "capo", "signore") e ἄγγελος (aggelos, "angelo", in origine "messaggero"), con il significato complessivo di "capo degli angeli". Entrambi i termini sono frequenti nell'onomastica greca: il primo si ritrova in Archippo, Archelao, Archimede, Nearco, Learco e Aristarco, il secondo in Angelo, Agatangelo ed Evangelo.
Il nome si è diffuso in ambienti cristiani durante il Medioevo grazie al culto dei tre santi arcangeli Michele, Gabriele e Raffaele. Negli anni 1970 si contavano del nome circa diciassettemila occorrenze, più altre ottomila abbondanti del femminile, sparse in tutta Italia (con la forma "Arcangiolo", peraltro rarissima, circoscritta alla Toscana).

## Onomastico
L'onomastico si festeggia generalmente in memoria dei tre santi arcangeli Michele, Gabriele e Raffaele, la cui festa cade il 29 settembre. Il nome è stato portato anche da vari santi e beati, fra i quali, alle date seguenti:
- 25 gennaio, beata Arcangela Girlani, religiosa carmelitana[7]
- 27 febbraio, beato Arcangelo da Treviglio, religioso francescano[7]
- 16 aprile, beato Arcangelo Canetoli, sacerdote renano[7]
- 20 maggio, sant'Arcangelo Tadini, sacerdote, fondatore delle suore operaie della Santa Casa di Nazareth[7]
- 6 giugno, beato Arcangelo da Agnone, religioso francescano[7]
- 10 agosto, beato Arcangelo da Calatafimi, sacerdote[7]
- 14 agosto, beato Arcangelo de Valdavida, sacerdote cappuccino, martire durante la guerra civile spagnola[7]
- 24 novembre, beato Arcangelo da Anspagh, religioso francescano, confessore[7]

## Persone

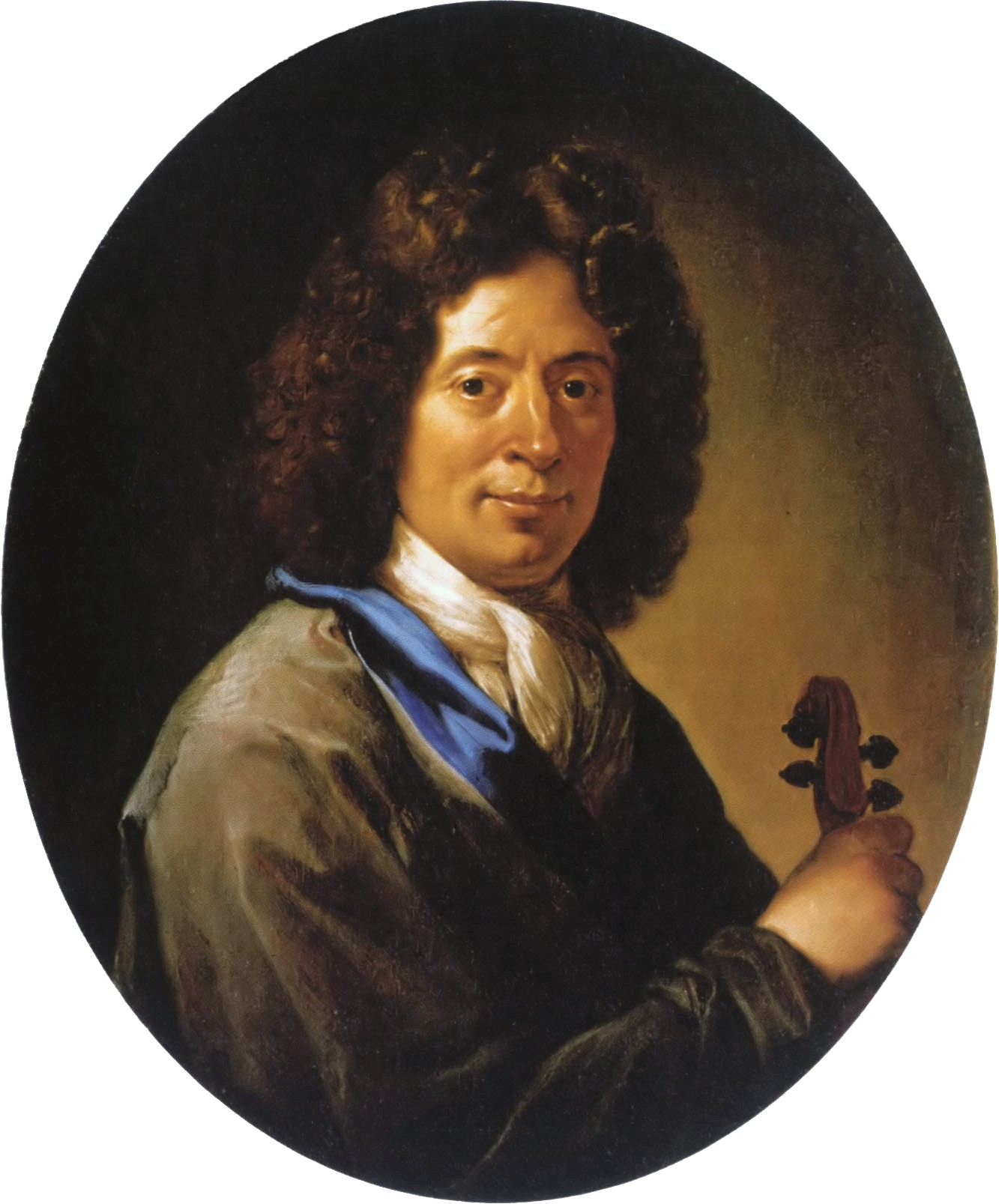
Arcangelo Corelli

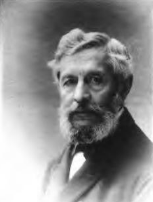
Arcangelo Scacchi

- Arcangelo da Calatafimi, presbitero italiano
- Arcangelo Corelli, compositore e violinista italiano
- Arcangelo di Cola, pittore italiano
- Arcangelo Ghisleri, geografo, filosofo, politico, giornalista e docente italiano
- Arcangelo Guglielmelli, architetto, ingegnere e pittore italiano
- Arcangelo Mandarino, magistrato italiano
- Arcangelo Michele Migliarini, pittore, antiquario e museologo italiano
- Arcangelo Pezzella arbitro di calcio italiano
- Arcangelo Piccolomini, medico italiano
- Arcangelo Pinelli, schermidore italiano
- Arcangelo Rotunno, presbitero, archeologo e scrittore italiano
- Arcangelo Scacchi, mineralogista, geologo e vulcanologo italiano
- Arcangelo Sciannimanico calciatore, allenatore di calcio e dirigente sportivo italiano
- Arcangelo Tadini, presbitero italiano
- Arcangelo Tiziani, operaio italiano

### Variante maschile Arcángel
- Arcángel, cantante statunitense
- Arcángel López, calciatore argentino naturalizzato spagnolo

### Variante femminile Arcangela
- Arcangela Girlani, religiosa italiana
- Arcangela Paladini, pittrice, cantante e poetessa italiana

### Variante maschile Arcangiolo
- Arcangiolo Pacchiani detto Pacchiano, fantino italiano